# Église de la Miséricorde d'Angra do Heroísmo
Pour les articles homonymes, voir Église de la Miséricorde.

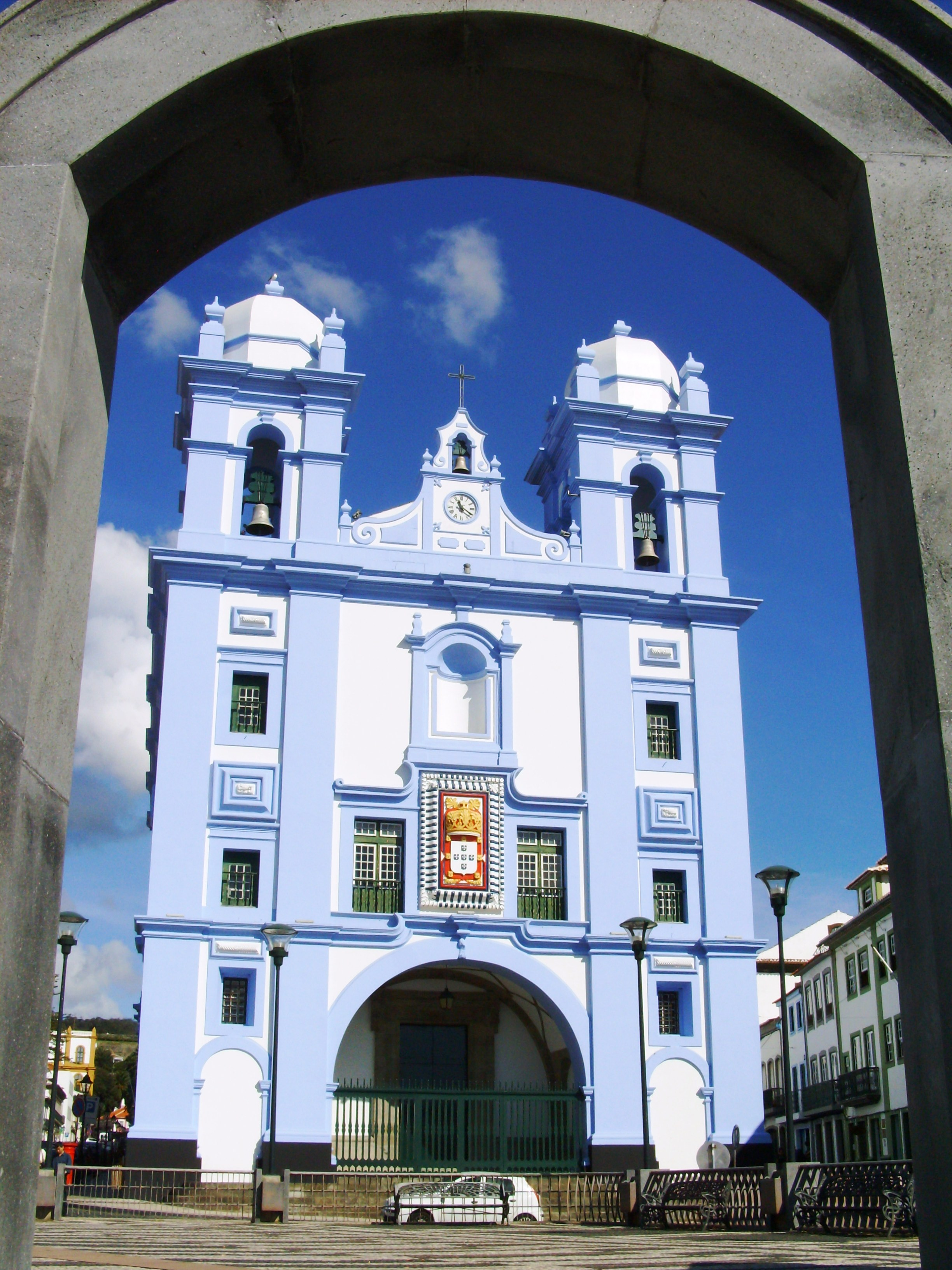
Église de la Miséricorde, Angra do Heroismo.

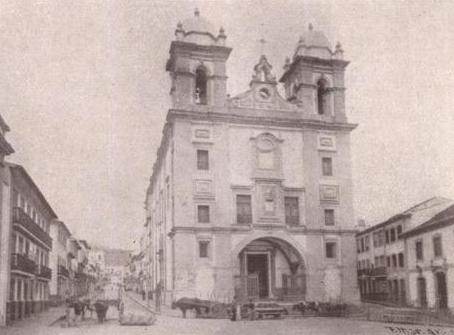
"Ville d'Angra - Egreja da Misericórdia" (Album açorien, 1903).

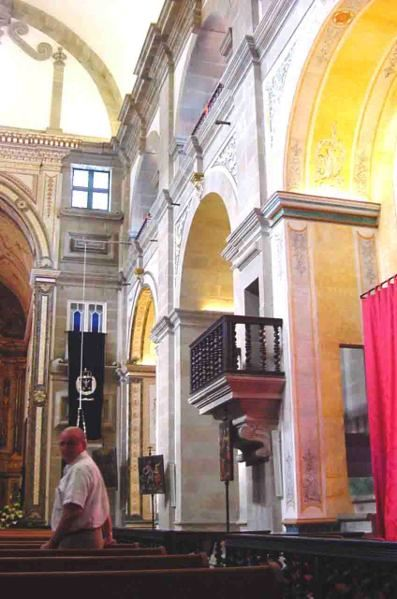
Eglise de la Miséricorde: intérieur.

L’église de la Miséricorde (portugais : Igreja da Misericórdia) est située dans le centre historique d’Angra do Heroísmo, sur l’île de Terceira, dans la région autonome des Açores, au Portugal.

## Histoire

### Antécédents
Le premier capitaine du donataire d'Angra, João Vaz Corte-Real, et les autres confrères de la Fraternité d'Espírito Santo ont créé, le 15 mars 1492, dans le village d'Angra, ce qui était alors le premier hôpital des Açores. Il était destiné non seulement au traitement des pauvres et des défavorisés, mais également aux malades affaiblis par les longs voyages en mer. 
Il était situé dans la chapelle du Saint-Esprit, à côté de l'actuelle église de la Miséricorde, près des portes de la mer du Patio des douanes, qui communiquait avec le quai par une petite rampe. 
Peu de temps après, en 1498, la fraternité est absorbée par la Casa da Misericórdia qui, dans l’engagement fondateur, prévoit la construction d’une petite église, adaptée à la morphologie des rues. Le temple ainsi érigé avait une façade à trois portes, surmontée d'un oculus, dans une orientation est-ouest, plus large que sa longueur. Elle communiquait avec l'hôpital par une passerelle surélevée sur la rue Santo Espirito, des détails qui peuvent être confirmés par l'observation de la lettre de Jan Huygen van Linschoten (1595). 

### Le temple actuel
La présente église date du XVIIIe siècle, sa première pierre ayant été posée le 21 octobre 1728, par l'évêque d'Angra, D. Manuel Alvares da Costa. Les travaux durèrent près de deux décennies et furent consacrées le 4 juin 1746 par le vicaire général Manuel dos Santos Rolim (Santos, 1904). 
Au XVIIIe siècle, cette église abrita l'Ordre de Notre-Dame du Carmel, en vertu d'un contrat signé le 22 février 1766 avec le Bureau de la Miséricorde. Le 17 mars 1804, il fut transféré à l'église du collège d'Angra, après décision favorable du conseil des finances. 
Au XIXe siècle, l'hôpital fut transféré au couvent des Conceptionnistes de Guarita. 
L'église appartient actuellement à la Santa Casa de Misericórdia d'Angra do Heroismo. 
Elle est classée bien d'intérêt public par le décret n° 95/78 du 12 septembre, classement inclus dans l'ensemble classé du Centre historique d'Angra do Heroísmo, conformément à la résolution n° 41/80, 11 juin, et articles 10 et 57 a) du décret législatif régional n o 29/2004 / A du 24 août. 

## Caractéristiques
Elle présente un plan rectangulaire avec deux tours flanquant la façade, chacune surmontée d'un dôme en pierre. 
Le portique était considéré comme disproportionné par rapport à la grandeur du temple (SANTOS, 1904).  
Son intérieur est constitué d'une seule nef, avec à l'arrière-plan un vaste chœur, six chapelles latérales, surmontées d'une galerie avec des balcons sur l'intérieur. Ce sont (SANTOS, 1904): 
- Du côté de l'évangile : 
  - Chapelle du Saint-Esprit
  - Chapelle Notre Dame de la Nativité
  - Chapelle Sainte Croix
- Du côté de l'épître : 
  - Chapelle du Seigneur Christ de  Miséricorde
  - Chapelle du Divin Pasteur
  - Chapelle du Seigneur Jésus de Chagas

Sur l'autel du Seigneur Christ de la Miséricorde, une sculpture du Seigneur, le saint patron de la ville, est vénérée. 
Il y a un également un grand chœur avec son propre orgue.   
Dans cette église, il y a aussi une belle peinture à l'huile représentant la descente des Apôtres et les soi-disant "catacombes", en fait des galeries ouvertes sous le sol pour l'installation de colonnes en acier afin de soutenir l'édifice. 